# スコット・ブレイディ
スコット・ブレイディ（Scott Brady,  1924年9月13日 - 1985年4月16日）は、アメリカ合衆国の俳優である。

## 来歴
1924年、ニューヨーク市のブルックリン区に生まれる。兄のローレンス・ティアニーも俳優として知られている。地元の高校へ進学し、第二次世界大戦が始まるとアメリカ海軍へ従軍。退役後は、兄のローレンスが既にロサンゼルスで俳優活動を開始していたため、ブレイディもロサンゼルスへ渡り、タクシーの運転手などに従事する傍ら演劇を学んだ。1948年にジェラルド・ギルバート名義で『The Counterfeiters』に出演して映画デビュー。1950年代には出演作を増やしていき、1954年に出演した『大砂塵』などで広く知られるようになった。同時にテレビシリーズなどへも出演し始め、一般にもその名が浸透し、俳優としての確固たるキャリアを確立した。晩年はテレビドラマを中心に活躍していたが、1984年にジョー・ダンテ監督の『グレムリン』などへも出演している。同作品ではグレムリンにより恐怖のどん底に陥る町キングストーン・フォールズの保安官を演じた。

### 死去
1985年、カリフォルニア州のロサンゼルスにて死去。60歳だった。

## 出演作品

### 映画
- The Counterfeiters (1948)
- Canon City (1948)
- In This Corner (1948)
- 夜歩く男 He Walked by Night (1948)
- The Gal Who Took the West (1949)
- ニューヨーク港 Port of New York (1949)
- Undertow (1949)
- I Was a Shoplifter (1950)
- 命知らずの男 Kansas Raiders (1950)
- The Model and the Marriage Broker (1951)
- ロデオ・カントリー Bronco Buster (1952)
- デンボー牧場の争い Untamed Frontier (1952)
- Montana Belle (1952)
- Bloodhounds of Broadway (1952)
- エル・アラメイン El Alaméin (1953)
- 大砂塵 Johnny Guitar (1954)
- The Law vs. Billy the Kid (1954)
- Mannequins für Rio (1954)
- 硝煙のユタ荒原 The Vanishing American (1955)
- 大襲撃 Mohawk (1956)
- 都会の戦慄 Terror at Midnight (1956)
- 烙印なき男 The Maverick Queen (1956)
- 早射ち拳銃王 The Storm Rider (1957)
- The Restless Breed (1957)
- Blood Arrow (1958)
- 殴り込み海兵隊 Battle Flame (1959)
- 荒野の駅馬車 Stage to Thunder Rock (1964)
- John Goldfarb, Please Come Home! (1965)
- 黒い拍車 Black Spurs (1965)
- 呪いの深海獣 Destination Inner Space (1966)
- 呪いの城 Castle of Evil (1966)
- 赤いトマホーク Red Tomahawk (1967)
- ユタ砦 Yuta toride (1967)
- タイムトラベル Journey to the Center of Time (1967)
- Arizona Bushwhackers (1968)
- マイティ・ゴルガ The Mighty Gorga (1968)
- Nightmare in Wax (1969)
- Satan's Sadists (1969)
- The Cycle Savages (1969)
- Five Bloody Graves (1969)
- 宇宙からの脱出 Marooned (1969)
- Hell's Bloody Devils (1970)
- Cain's Cutthroats (1970)
- バンク・ジャック 襲撃の火曜日 $ (1971)
- Wicked, Wicked (1973)
- FBI対ギャング・カンザスシチーの大虐殺 The Kansas City Massacre (1975) ※テレビ映画
- チャイナ・シンドローム The China Syndrome (1979)
- Strange Behavior (1981)
- グレムリン Gremlin (1984)

### テレビドラマ
- フォード・テレビジョン・シアター The Ford Television Theatre (1953, 1955, 1956)
- スタジオ・ワン Studio One (1955)
- スタジオ57 Studio 57 (1955, 1957)
- スタジオ90 Playhouse 90 (1957)
- ショットガン・スレード Shotgun Slade (1959 - 1961)
- アルコア・シアター Alcoa Theatre (1960)
- チェックメイト Checkmate (1961)
- アンタッチャブル The Untouchables (1962)
- アルフレッド・ヒッチコック・アワー The Alfred Hitchcock Hour (1963)
- 弁護士ジャッド Judd for the Defense (1967)
- 特捜刑事サム The Felony Squad (1968)
- ネーム・オブ・ザ・ゲーム The Name of the Game (1968, 1970)
- バージニアン The Virginian (1968, 1971)
- 特捜隊アダム12 Adam-12 (1969)
- 華麗なる世界 Bracken's World (1969)
- ガンスモーク Gunsmoke (1969, 1972, 1973)
- マニックス Mannix (1970)
- ザ・ハイシャパラル The High Chaparral (1970)
- サンフランシスコ国際空港 San Francisco International Airport (1970)
- 不死身の男 The Immortal (1970)
- 署長マクミラン McMillan & Wife (1973)
- スパイ大作戦 Mission: Impossible (1973)
- 鬼警部アイアンサイド Ironside (1973)
- バナチェック登場 Banacek (1973)
- 警察物語 Police Story (1973 - 1977)
- ダーティ・サリー Dirty Sally (1974)
- 女刑事クリスティー Get Christie Love! (1974)
- ハワイ5-0 Hawaii Five-O (1975)
- 透明人間 The Invisible Man (1975)
- ファンタスティック・ジャーニー The Fantastic Journey (1977)
- ラバーン&シャーリー Laverne & Shirley (1977)
- 刑事バレッタ Baretta (1977)
- 原子力超特急スーパートレイン Supertrain (1979)
- TAXI Taxi (1979)
- 特捜刑事アイシャイド Eischied (1979)
- 名犬ロンドン物語 The Littlest Hobo (1980)
- チャーリーズ・エンジェル Charlie's Angels (1981)
- 240ロバート 240-Robert (1981)
- アメリカン・ドリーム American Dream (1981)
- マット・ヒューストン Matt Houston (1982)
- 戦争の嵐 The Winds of War (1983)
- 女刑事キャグニー&レイシー Cagney & Lacey (1983)
- サイモン&サイモン Simon & Simon (1983)
- マイコン大作戦 Whiz Kids (1984)